# Džamolidin Abdužaparov
Džamolidin Mirgarifanovič Abdužaparov (uzbeško Jamoliddin Mirgarifanovich Abdujaparov), uzbekistanski kolesar, * 28. februar 1964, Taškent, Sovjetska zveza.
Abdužaparov je nekdanji profesionalni cestni kolesar, rojen v Krimsko-Tatarski družini, ki so jo nasilno deportirali v Uzbekistan. Bil je šprinter, zaradi svojega neobičajnega in nepredvidljivega šprinterskega sloga, ki je povzročil tudi več padcev, si je prislužil vzdevek »Taškentski teror«. Nastopil je na poletnih olimpijskih igrah 1988 za Sovjetsko zvezo in 1996 za Uzbekistan, leta 1988 je osvojil peto mesto na cestni dirki. Na dirki Tour de France je trikrat osvojil zeleno majico in dosegel devet etapnih zmag, na Dirki po Italiji je leta 1994 osvojil prvo mesto po točkah in eno etapno zmago, na Dirki po Španiji pa prav tako enkrat prvo mesto po točkah in sedem etapnih zmag. Leta 1991 je zmagal na klasični dirki Gent–Wevelgem. Leta 1997 je končal kariero po tem, ko je bil kar sedemkrat pozitiven na doping. Po njem je poimenovana britanska rockovska skupina Abdoujaparov.